# 캄피텔리

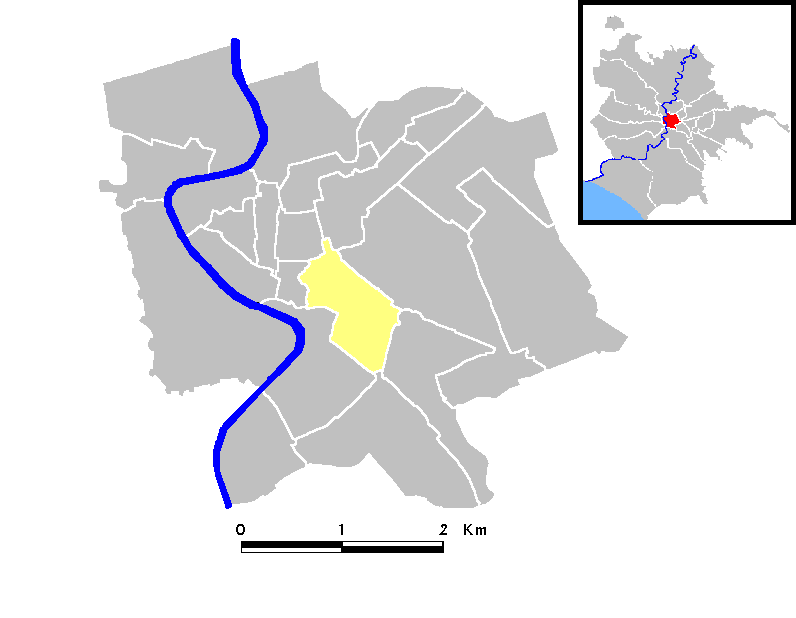
캄피텔리의 위치

캄피텔리(이탈리아어: Campitelli)는 이탈리아 로마의 리오네다. R. X라고 표기되며, 로마 1구에 속한다.